# Bourgeoisie
Cet article possède un paronyme, voir Bourgeois.
 (février 2022).
Motif : Répétitions, clarté, et plan à revoir

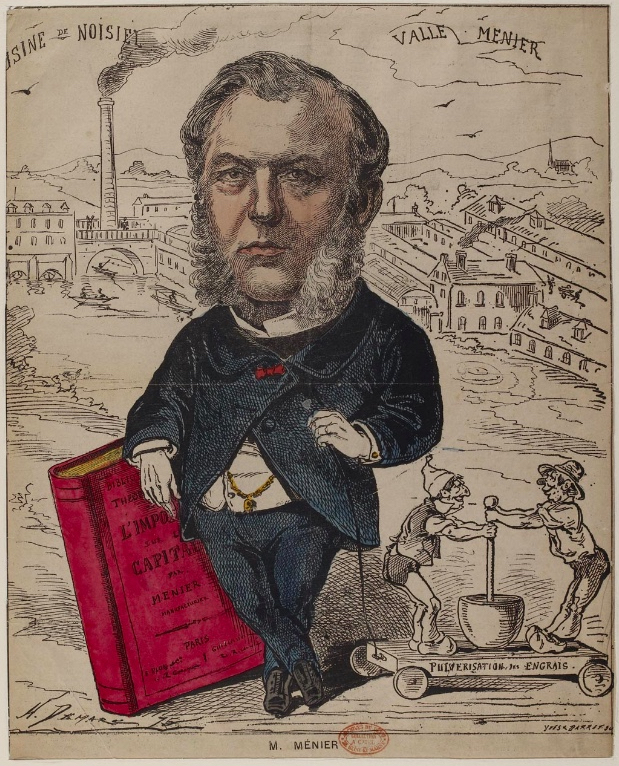
L'industriel Émile-Justin Menier, caricature par Henri Demare, 1875.

La bourgeoisie est une notion historique et sociologique. Le terme désigne tout d'abord les habitants des « bourgs » mais en vient, à partir du XIXe siècle, et notamment du marxisme, à désigner une classe sociale nantie. Ainsi :
- En histoire :
  - originellement et de façon générale, il s'agit de la qualité de « ceux qui habitent le bourg », c'est-à-dire les gens de la ville (notamment marchands et artisans) par opposition à ceux de la campagne ; en ce sens, la bourgeoisie commence à se développer en Europe dès le XIe siècle et en particulier pendant la Renaissance du XIIe siècle ;
  - du Moyen Âge à la fin de l'Ancien Régime, groupe social appartenant au Tiers état, jouissant du privilège du profit contrairement à la noblesse[1], assurant son aisance financière en occupant des offices moyens ou supérieurs de magistrature (bourgeoisie administrative ou bourgeoisie de robe), des offices de finance (bourgeoisie financière), des activités de commerce (bourgeoisie marchande) ou exploitant un patrimoine foncier immobilier ou industriel (bourgeoisie propriétaire)[2],[3]. Il s'agit aussi d'un statut juridique limité au cadre local[4] accordé par une ville à ses habitants qui combine des droits et des devoirs[5] (ce qu'en allemand on nomme die Bürger et das Bürgertum) ;
- En sociologie :
  - dans le marxisme, la bourgeoisie désigne la classe sociale capitaliste moderne possédant les moyens de production et employant le salariat grâce auquel elle tire une plus-value. Pour les marxistes, cette classe sociale remplace l'aristocratie comme classe dominante dans le cadre de la mutation du féodalisme en capitalisme.
  - de manière plus générale, il s'agit d'une classe sociale définie sociologiquement, en particulier à l'époque contemporaine, désignant les personnes ayant un certain capital social, culturel et financier et appartenant aux couches supérieures et intermédiaires d'une société : haute (élites entrepreneuriales et administratives), moyenne et petite bourgeoisie. Elle se distingue des classes populaires au capital financier moindre.

## Étymologie
Dérivé de « bourgeois » (habitant du bourg), le vocable « bourgeoisie » est attesté dès 1538 avec le sens d'« ensemble des habitants du bourg » et en 937 sous la forme « bourgesie », correspondant au latin burgensia, au sens juridique de citoyen ayant le droit de cité.
- En Suisse, il désigne le droit de cité ou de citoyenneté dans une commune[6].
- En italien borghesia, de même que borghese, est emprunté au français « bourgeoisie »[7].

La « bourgeoisie », dans son sens premier, est donc intimement liée à l'existence des villes reconnues comme telles par leurs chartes urbaines ; il n'y avait donc pas de bourgeoisie « hors les murs de la cité » au-delà desquels les habitants étaient des « manants » soumis aux juridictions et aux corvées seigneuriales (à l'exception de la « bourgeoisie foraine » habitant hors du territoire urbain, mais y ayant conservé ses droits).

## Histoire

### En Europe

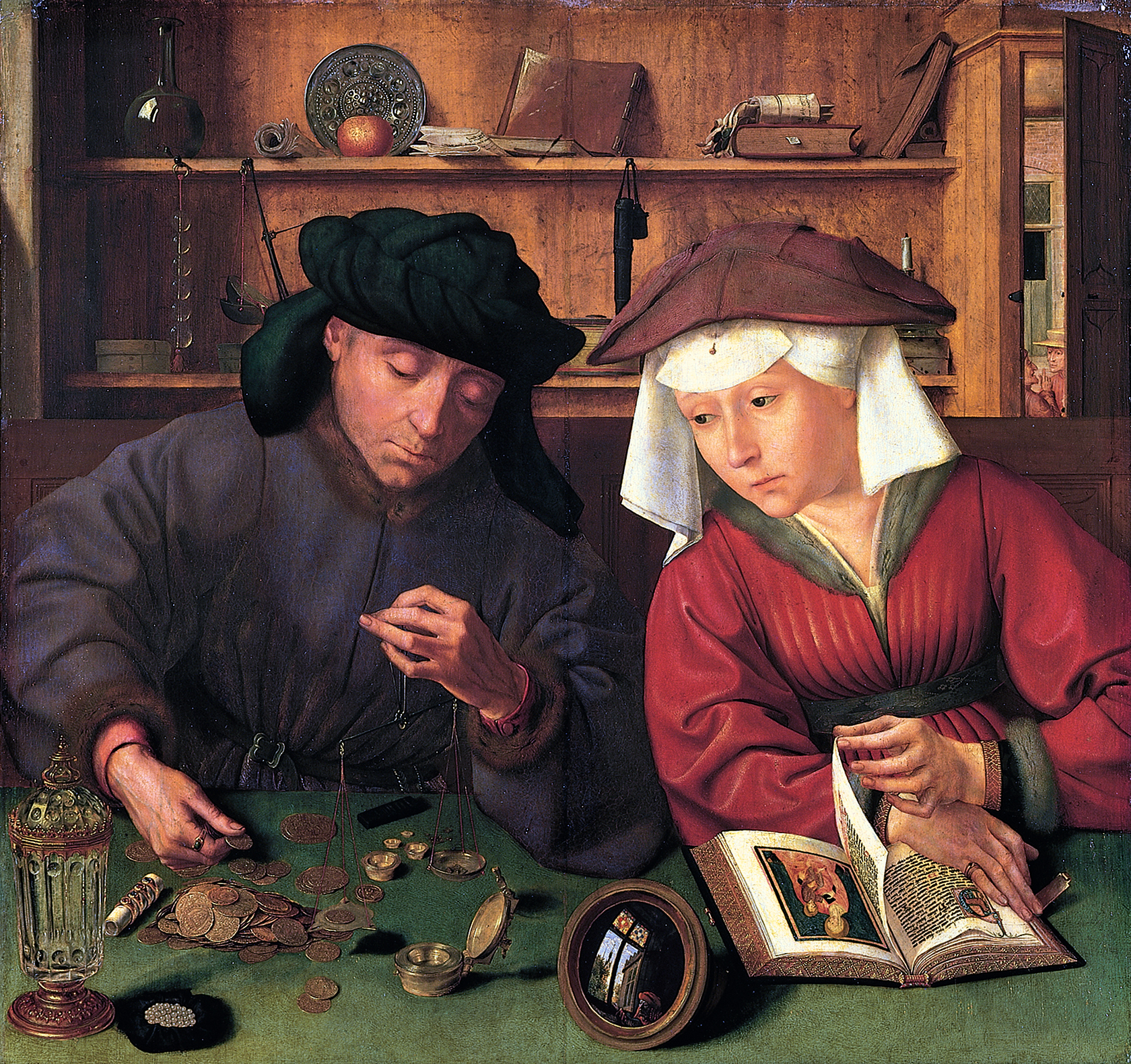
Peinture de Quentin Metsys, Le Prêteur et sa femme (1514).

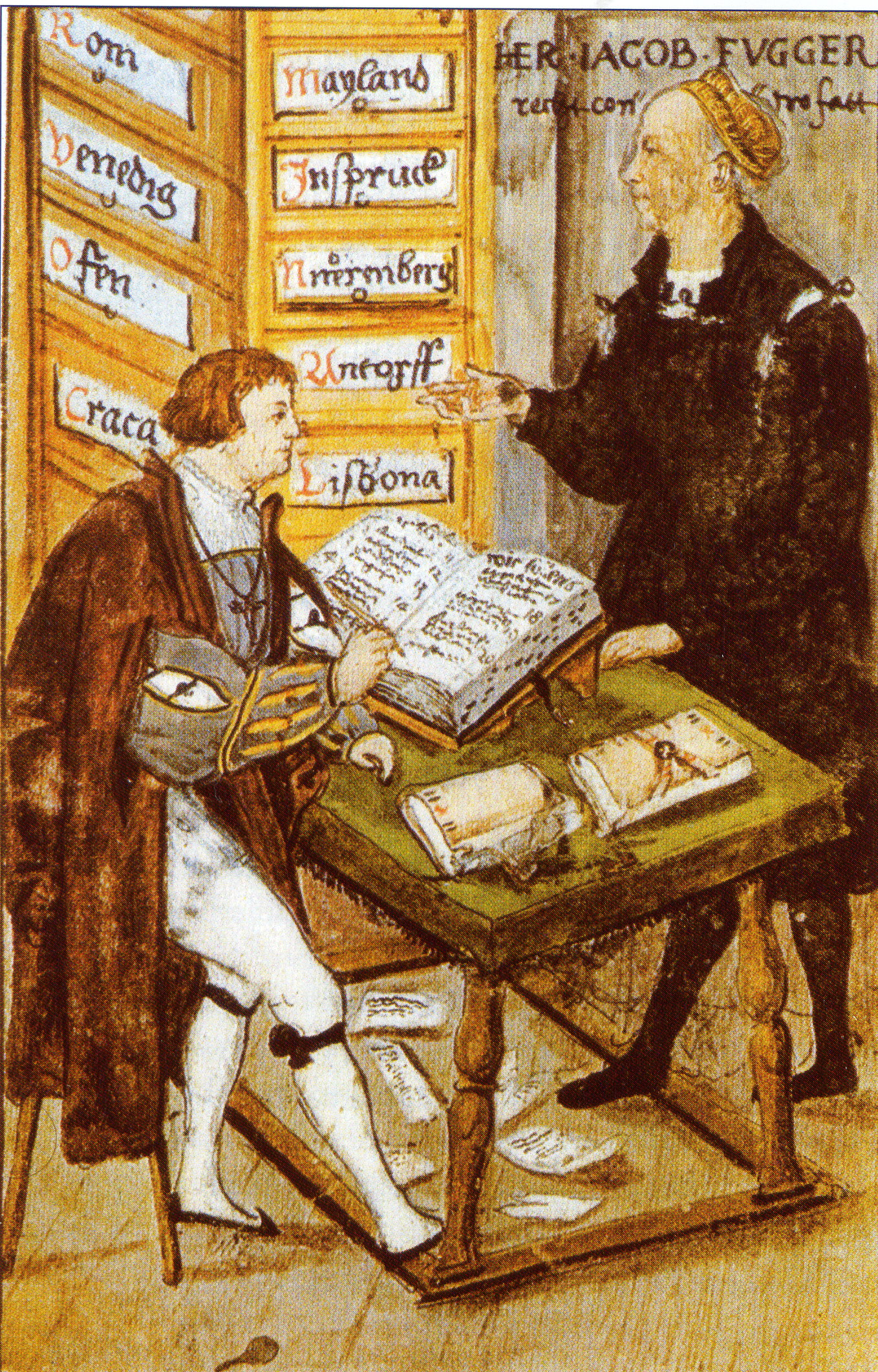
Illustration de Narziss Renner issue du Livre des costumes (1517).

#### Les origines: la bourgeoisie urbaine médiévale
C'est au XIe siècle qu'apparaît la bourgeoisie. À l'origine, le terme de bourgeois désigne l'habitant du bourg, et c'est donc le développement des villes en Europe qui a permis le développement de la bourgeoisie.
Or, les villes européennes présentent au Moyen Âge nombre de caractéristiques remarquables. Après l'effondrement de l'Empire romain, et en même temps que lui, de la structure urbaine sur laquelle il s'appuyait, une renaissance urbaine se dessine à partir du XIe siècle.
Des milliers de villes naissent alors, mais sont bien souvent organisées selon un modèle encore campagnard, n'étant guère qu'un « regroupement rural », incluant dans leurs murs champs et jardins. Seules certaines d'entre elles vont réellement s'urbaniser, en mettant en place une nouvelle structure sociale ; elles jouent un rôle moteur évident, en Italie du nord, entre Loire et Rhin, et sur les côtes méditerranéennes ; elles voient se développer des corps de métiers, des marchands, une industrie, un commerce lointain qui leur permet de drainer des ressources, des banques. Déjà se développe une forme de bourgeoisie, et même, de proto-capitalisme.
Autour de ces villes privilégiées, l'État territorial s'affaiblit : si celui-ci renaît en France, en Angleterre, en Espagne, en revanche, en Italie, dans les Flandres et en Allemagne, les villes sont bientôt parfois suffisamment fortes pour se constituer en univers autonomes et s'affranchir de l'espace politique ancien, acquérant ou extorquant des privilèges, se constituant ainsi un véritable rempart juridique.
Ces villes, désormais sans entraves, innovent dans tous les domaines : sur le plan financier, avec les emprunts publics (le ponte Vecchio de Florence) et la lettre de change, la création des premières sociétés commerciales, sur le plan industriel, sur le plan commercial où les échanges lointains se développent. Les villes deviennent « des petites patries de bourgeois », à Florence, à Venise, ou à Nüremberg. Une mentalité nouvelle se met en place, qui est le tout premier capitalisme d'Occident : à la différence du noble qui augmente les impôts seigneuriaux pour ajuster ses revenus à ses dépenses, le marchand calcule ses dépenses selon ses revenus, et cherche à n'investir qu'à bon escient, en identifiant et en limitant les risques.

### En France

#### Ancien Régime
En France, sous l'Ancien Régime, être bourgeois d'une ville permettait de bénéficier du statut juridique de la ville qui octroyait des droits et imposait des devoirs, c'est-à-dire la citoyenneté locale (droit de voter et d'être élu à des emplois publics, obligations fiscales et de services gratuits dans la milice, la collecte des impôts, les jurys, etc.).
Selon Félix Colmet Daâge, à partir du XVe siècle, aucun statut juridique particulier ne fut plus attaché au titre de bourgeois, sauf s'il s'agissait d'artisans, de fabricants ou de marchands astreints au respect des règlements corporatifs de leur profession. Toutefois, le statut de bonne ville ou les privilèges royaux accordés à certaines villes donnaient à leurs bourgeois des privilèges fiscaux et militaires, le droit de s'administrer, de se défendre, la haute justice, voir l'anoblissement pour leurs échevins, consuls ou capitouls. Ces privilèges sont la continuation des chartes de franchise et de liberté médiévales.

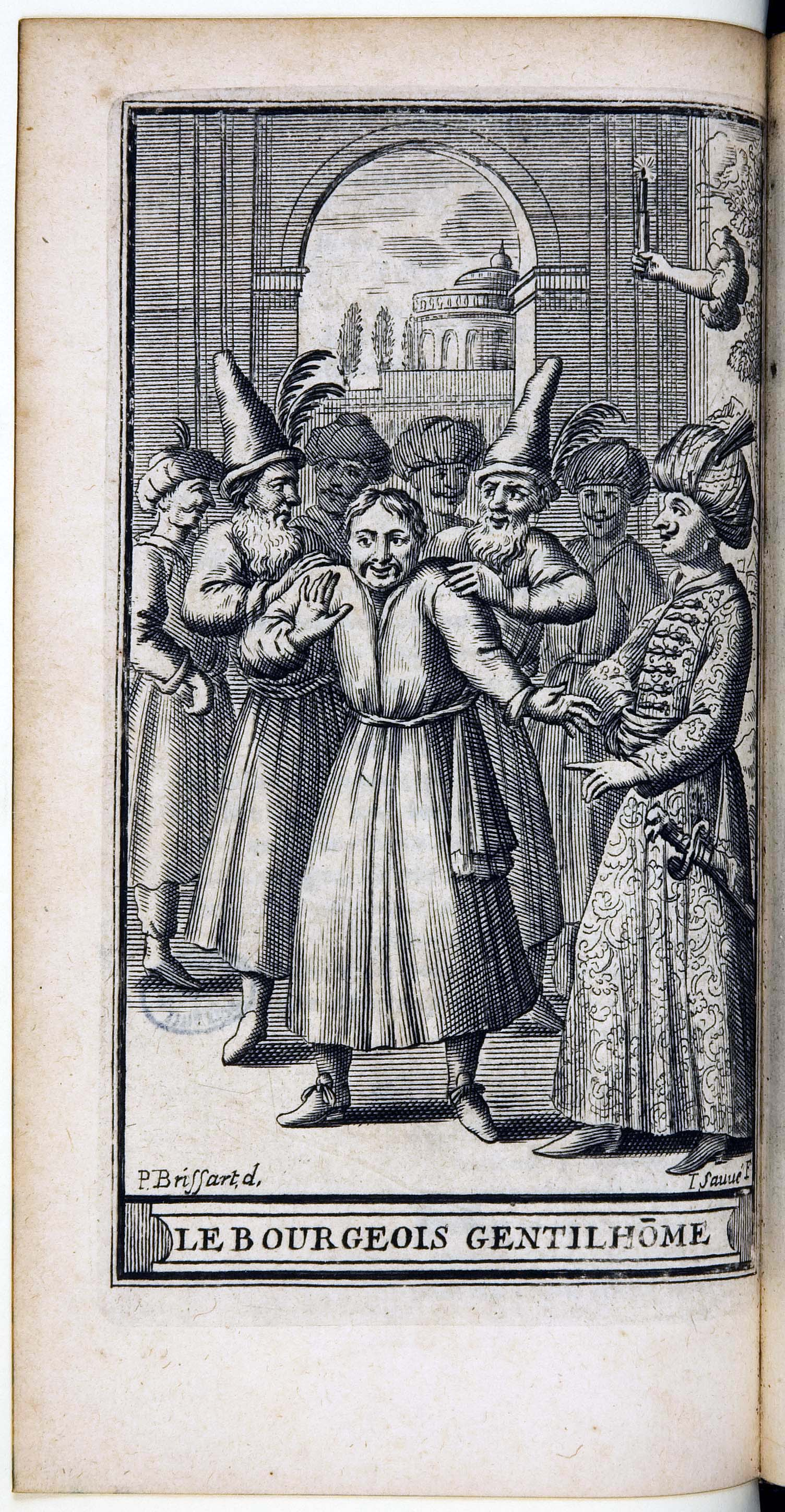
Frontispice du Bourgeois gentilhomme (1682), de Molière, œuvre qui témoigne de l'entrée en politique des bourgeois, qui tentent d'imiter, et de se substituer, aux nobles.

La monarchie accordait et renouvelait les privilèges accordés aux bourgeois des différentes villes par des lettres patentes. Le statut de « Bourgeois de Paris » donne les mêmes exonérations fiscales que la noblesse,.
Dans la réunion des États généraux, la bourgeoisie appartenait au Tiers état : « En 1791, le bourgeois est celui qui appartient au Tiers État tout en se distinguant de celui-ci par la puissance de certains privilèges ». La bourgeoisie qui n'appartenait ni au premier ordre (le clergé) ni au second ordre (la noblesse) mais au tiers état, possédait pourtant des privilèges qui la distinguait largement du peuple : « les bourgeois faisaient partie du Tiers état des villes par opposition aux gentilshommes et aux ecclésiastiques ».
La notion de bourgeoisie était « employée dans deux acceptions pour définir une partie du tiers état urbain. L’une comprend la bourgeoisie au sens d’élite roturière définie par des critères de richesse et d'influence sociale (…). La bourgeoisie est cependant avant tout, sous l’Ancien Régime, un statut juridique donnant à certains citadins des droits distincts de ceux des autres habitants de la ville ».
La distinction entre petite, grande et moyenne bourgeoisie est principalement d’ordre financier mais aussi liée à la notoriété et à l’exercice de la profession. Alors que la grande bourgeoisie (une fortune supérieure, une situation plus ancienne, des emplois plus élevés dans la magistrature et la finance que la moyenne bourgeoisie) regroupe l’élite du tiers état sous l’Ancien Régime, la place que l'Ancien Régime réserve à la petite bourgeoisie qui se trouve à la limite du tiers état et du peuple (boutiquiers, artisans, fonctionnaires subalternes, paysans enrichis, etc.) n’a rien d’enviable car elle ne mène ni à la considération ni à la fortune.
« Dans cette société d’ordres, les bourgeois qui avaient réussi ne pouvaient concrétiser leur ascension sociale qu’en quittant la bourgeoisie et donc le tiers état pour intégrer le deuxième ordre » par l'achat de charges anoblissantes.
Sous le règne du roi Louis XIV la bourgeoisie est présente au cœur de l'administration royale mais aussi dans de nombreux autres domaines. Les historiens et sociologues modernes y voient une bourgeoisie de robe.
Dans les milieux intellectuels et artistiques qui fréquentent les salons littéraires, il est courant de se moquer de la lourdeur d'esprit et du prosaïsme du « bourgeois » insensible aux valeurs spirituelles : ainsi Chrysale dans Les Femmes savantes de Molière se voit invectiver par son épouse qui prétend au bel esprit : « Est-il de petits corps un plus lourd assemblage ! Un esprit composé d'atomes plus bourgeois ! » ; Monsieur Jourdain, dans Le Bourgeois gentilhomme, se rend ridicule en essayant d'imiter les « gens de qualité » sans avoir leur finesse de goût.

#### Révolution française

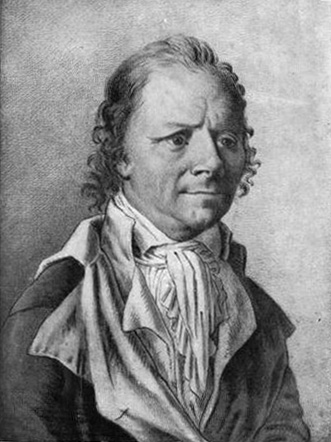
Maurice Duplay, révolutionnaire jacobin et bourgeois, gravure.

Plusieurs auteurs comme Alexis de Tocqueville (1805-1859) estiment que la bourgeoisie est à l'origine de la Révolution française. En effet, les bourgeois veulent une révolution politique afin que leur classe trouve sa place dans la société d'ordres ; par sa naissance, un bourgeois appartenait au tiers état, toutefois certains par leur train de vie, voire leur fortune, pouvaient acheter des fiefs mais aussi des charges anoblissantes leur permettant d'accéder à la noblesse.
Cependant, le terme de « bourgeoisie » est peu employé par les auteurs et orateurs dans les premières années de la Révolution : ils lui préfèrent celui de tiers état, de plus en plus identifié à la nation. Robespierre et les sans-culottes de 1793 ne tardent pas à dénoncer une « aristocratie bourgeoise » ou « bourgeoisie aristocratique » de plus en plus considérée comme complice de la contre-révolution. Sous le Directoire, les intérêts des « gens de bien » attachés à l'ordre social s'opposent à ceux de la « canaille » revendicative, comme lors des journées de germinal et prairial an III, sans que cette différence soit théorisée.
Sous Napoléon, la bourgeoisie, dont les couches supérieures se confondent avec la noblesse reconstituée, fournit la plupart des cadres de l'État : le régime lui offre en échange la paix intérieure, la garantie des richesses et la stabilité de la monnaie.

#### AuXIXesiècle

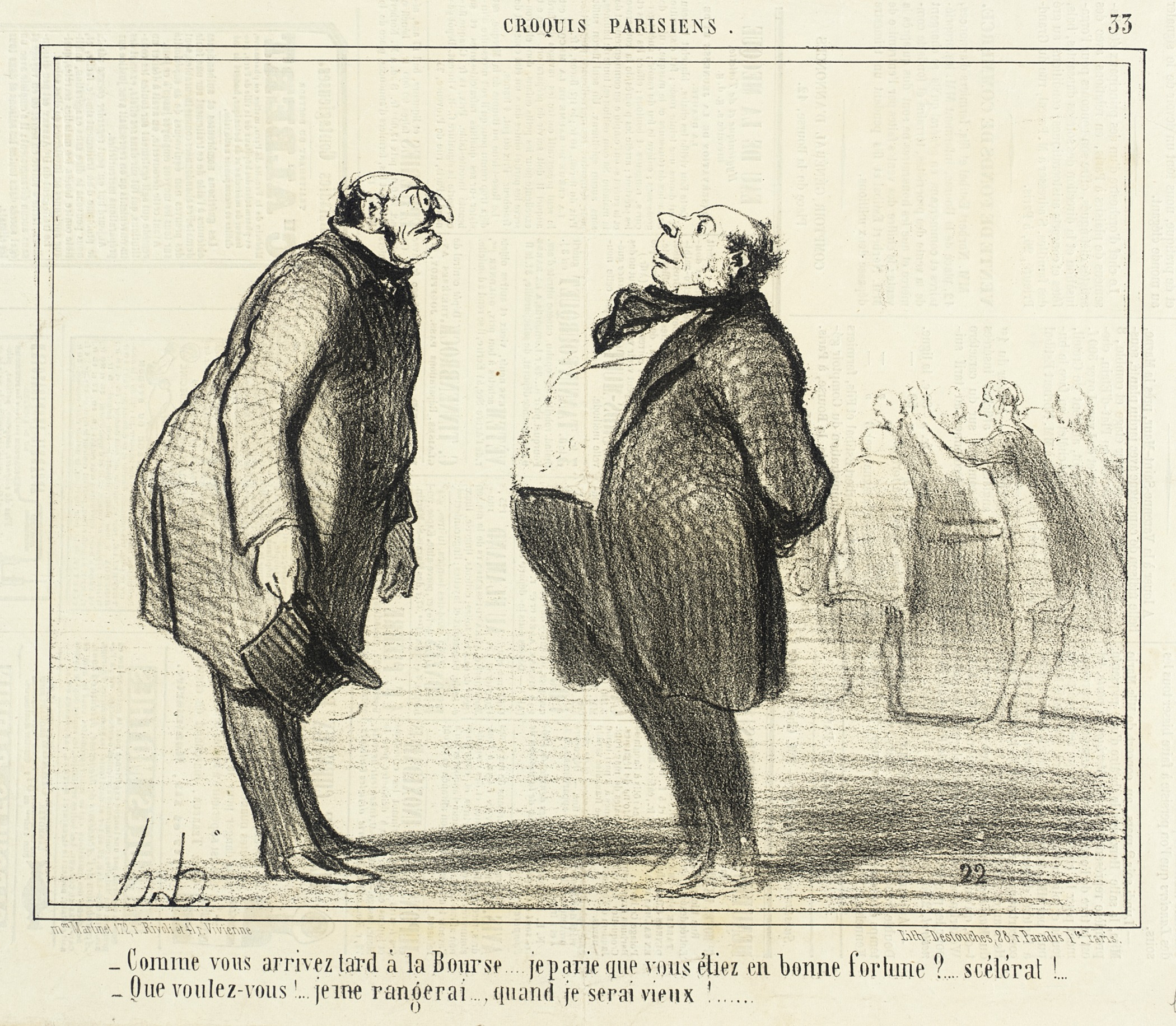
Bourgeois à la bourse de Paris en 1850 par Honoré Daumier.

La bourgeoisie comme corps social se constitue au cours du XIXe siècle, d'abord sous la Restauration (1815-1830) où la noblesse tente une dernière fois de reprendre le pouvoir politique : l'opposition bourgeoise s'affirme lors de la révolution de 1830 et triomphe sous la monarchie de Juillet (1830-1848). Néanmoins si elle est encore unie avec le monde ouvrier lors de la révolution de Février 1848, la rupture intervient au moment des Journées de Juin. La bourgeoisie parisienne, suivie par celle des villes de province, s'unifie à travers les grandes écoles, la presse et des intérêts économiques communs. La révolution industrielle assure une croissance économique de 2 à 3 % par an, même si le transport ferroviaire et la grande industrie ne se développent qu'à partir du milieu du siècle.
La bourgeoisie s'invente une tradition historique qu'elle fait remonter aux communes médiévales. Si elle triomphe dans l'ordre social, elle est abondamment critiquée et moquée par les artistes, du romantisme au réalisme.
Karl Marx développe l'idée de la lutte des classes comme moteur de l'histoire : la bourgeoisie, en triomphant de la noblesse, assure grâce au capitalisme un essor économique et technique sans précédent mais exacerbe les inégalités sociales et engendre une nouvelle classe, le prolétariat, qui finira par la détruire pour donner naissance au socialisme.

#### AuXXesiècle
Au XXe siècle, les modifications économiques très importantes renouvellent les opportunités de créations d'entreprise et d'enrichissement. La bourgeoisie, et surtout la grande bourgeoisie, prend part au capital économique, au capital social, au capital culturel et au capital symbolique. Et lorsque cette concentration du pouvoir débouche sur l'exercice du pouvoir politique, le régime démocratique peut être affecté par : « Le Mur de l'argent », « les deux cents familles », les « Tendances ploutocratiques »…

#### En Suisse
Les bourgeois du Moyen Âge devaient le plus souvent faire partie d'une confrérie (laïque ou religieuse) ; il fallait être libre de son seigneur depuis plus d'un an et demi au minimum et posséder une maison ou un hôtel, etc. Une fois acquittés des nombreuses prérogatives d'entrée, les bourgeois devaient faire la chevauchée souvent monnayable avec le seigneur en armure et à cheval, ou sinon, avec épée, et défendre les villes et les villages. Ils les administraient et avaient le pouvoir juridique et donc prenaient la décision de recevoir de nouveaux bourgeois qu'ils soient serfs, habitants ou ducs (comme le duc de Savoie devenu bourgeois de Berne en 1330), ou même roi de France (comme Louis XI). En aucun cas les gueux, étrangers, marginaux ainsi que les nomades ne pouvaient accéder à la bourgeoisie.
Ils pouvaient porter des armoiries, participer aux Croisades, participer au financement des guerres, ou créer des entraides entre villes bourgeoises, les fameuses Combourgeoisies.

### Aux États-Unis
L'histoire de la bourgeoisie aux États-Unis diffère de celle de la bourgeoisie européenne par plusieurs aspects :
- son caractère récent, lié à l'histoire du pays lui-même ;
- l'absence relative de la pesanteur sociologique dans l'histoire des États-Unis, en raison de sa nature de « société de pionniers » ;
- la démocratie et les règles économiques du pays, qui, dès les premiers temps, favorisent la mobilité sociale[n 1][réf. nécessaire] ;
- l'importance primordiale, dès les premiers temps également, de l'emploi salarié, soulignée par Alexis de Tocqueville.

### Au Japon

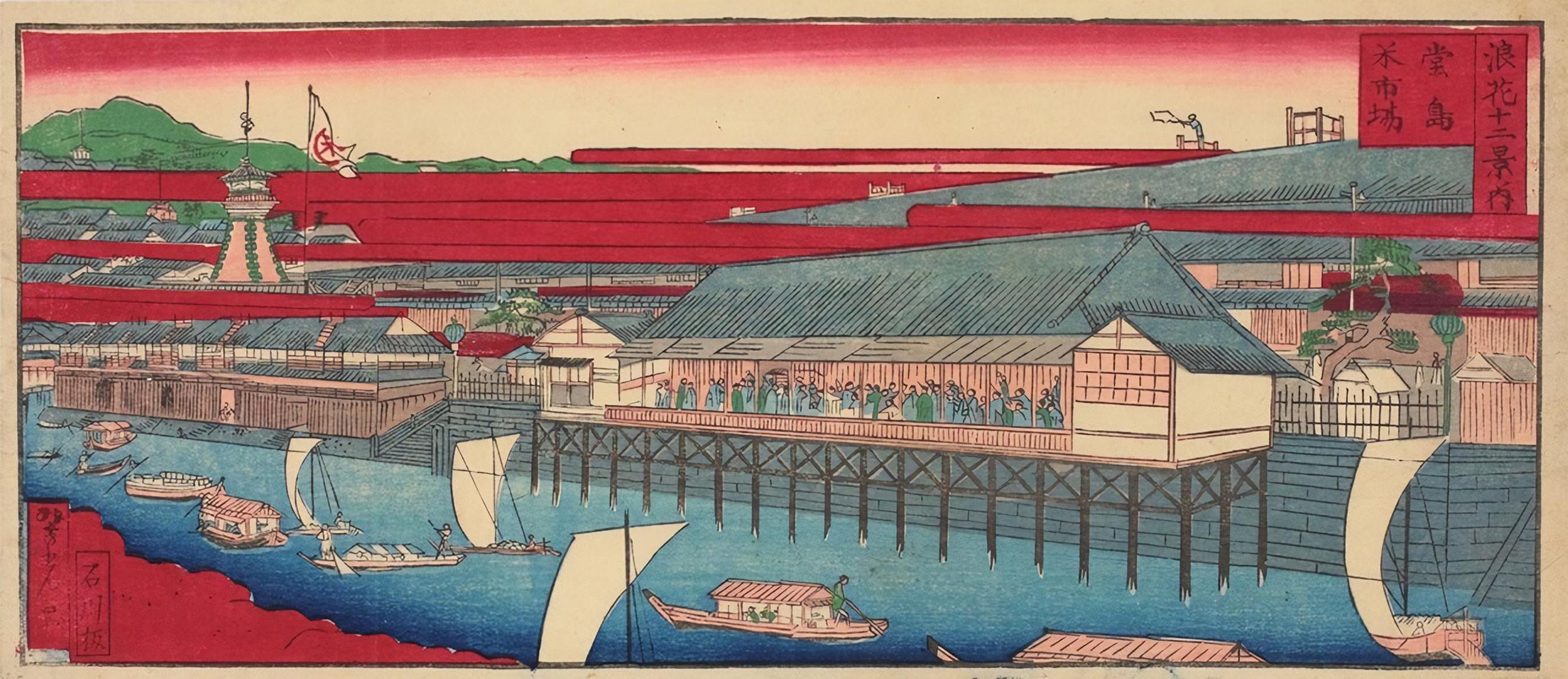
Bourse du riz de Dōjima, ukiyo-e par Yoshimitsu Sasaki.

Les commerçants ont jusqu'au début du XVIIe siècle été considérés au Japon comme tout à fait en bas de l'échelle sociale : la société japonaise traditionnelle comporte en effet, tout en haut de l'échelle, l'Empereur et l'aristocratie militaire des daimyō, puis les paysans (les plus nombreux), puis les artisans, et enfin, les marchands et les commerçants, qui ne précèdent guère que les rōnin, les acrobates ou les prostituées.
La naissance d'une bourgeoisie urbaine et marchande au Japon au tout début du XVIIe siècle est due d'abord et avant tout à la période de paix qui s'est alors instaurée ; cette paix durable s'est traduite par la perte d'influence et de richesse de l'aristocratie militaire, et le développement du commerce.
Obsédé par le souci d'éviter à son pays les secousses et les guerres civiles que le Japon connaît depuis quarante ans, guerres d'ailleurs précédées par la désagrégation du pouvoir central au cours des siècles précédents, le shogun Tokugawa Ieyasu, le nouveau maître du Japon, engage, en 1603, le pays dans la longue période d'immobilisme politique qui caractérise l'ère Edo.

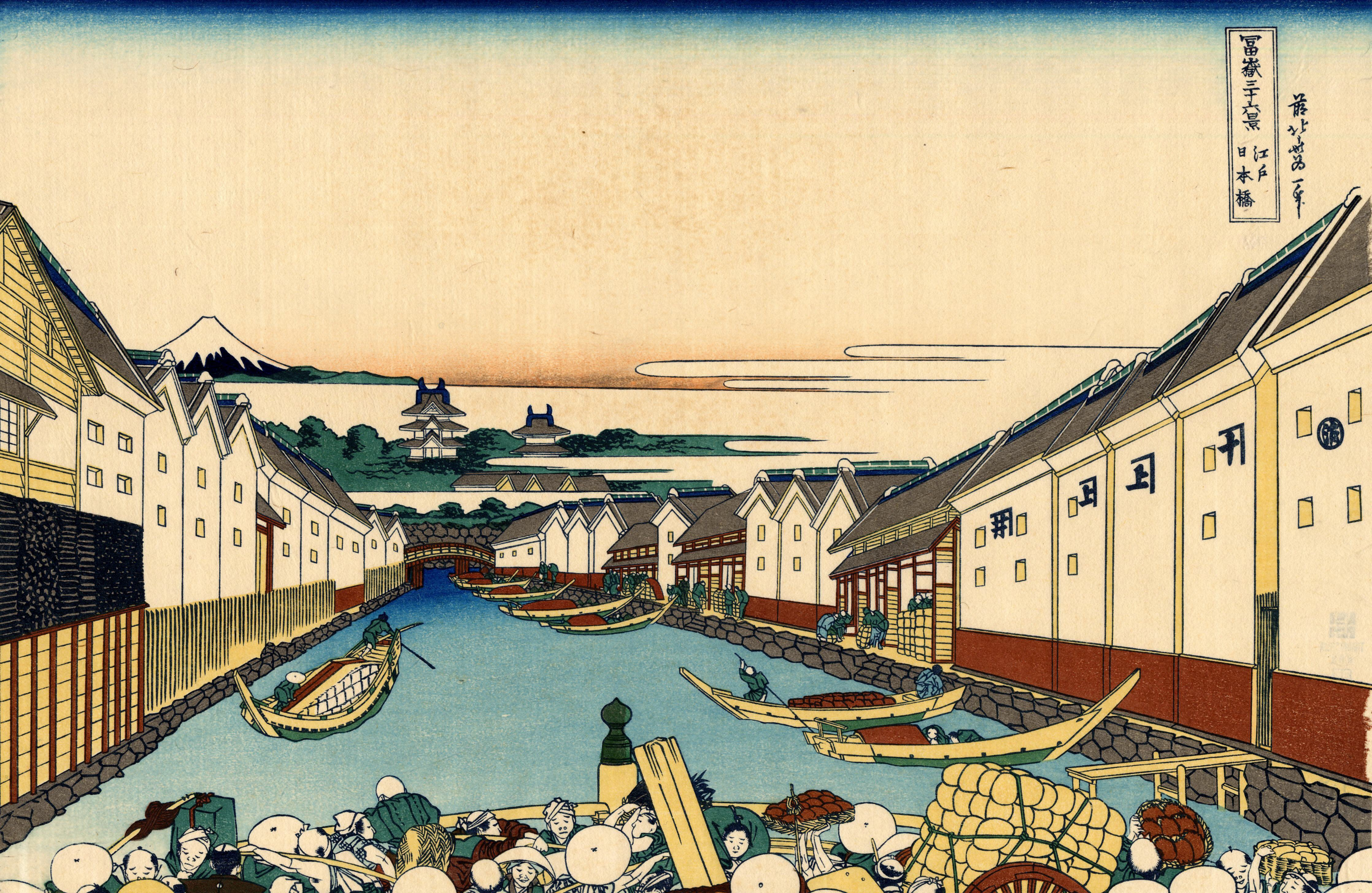
Pont de Nihonbashi à Edo, courtiers en riz. Trente-six vues du mont Fuji de Hokusai.

Sur le plan intérieur, un problème essentiel est de neutraliser la forte population de samouraïs, devenue inutile à la suite de la pacification du pays. Tokugawa Ieyasu s'appuie pour cela sur le système de « résidence alternée », le sankin-kōtai, qui oblige les daimyō à passer une année sur deux à Tōkyō, en y laissant à demeure leur famille en otage. Cette double résidence a non seulement l'avantage de donner un moyen de pression sur les daimyo au travers de cette prise d'otages, mais aussi celui de peser lourdement sur les finances personnelles de ceux-ci, obligés de se déplacer avec leur suite entre deux résidences dont ils doivent assurer l'entretien.
Simultanément, les marchands, qui occupaient jusque-là la position la plus basse dans la hiérarchie sociale, s'assurent un rôle dominant dans la vie économique, dès la fin du XVIIe siècle. Certains de ces marchands acquièrent une fortune considérable, tels que la famille des Mitsui, qui fondera au XXe siècle un empire économique, alors que dans le même temps la caste militaire, daimyō et samouraïs, connaissent de graves difficultés financières.
Signe révélateur de cette évolution, certaines estampes éditées à l'époque peuvent en réalité être considérées comme des annonces publicitaires : ainsi, Utamaro en publie plusieurs séries, telle que la série de neuf estampes intitulée Dans le goût des motifs d'Izugura, réalisées pour promouvoir de grande marques de magasins de textile (Matsuzakaya, Daimaru, Matsuya…), dont le logo apparaît de façon ostensible ; certains de ces magasins existent encore de nos jours.
L'existence de cette bourgeoisie marchande permettra ensuite le développement d'une bourgeoisie plus large, à partir de l'ère Meiji, avec l'ouverture du Japon au monde occidental, à son commerce, à ses technologies et à sa science.

### En Inde
L'émergence d'une véritable bourgeoisie en Inde est un phénomène récent, largement rendue impossible pendant des siècles par l'existence d'un système de castes interdisant toute mobilité sociale.
Sans doute l'apparition d'une bourgeoisie significative est-elle liée à l'émergence de la société industrielle et de l'économie de marché, ainsi qu'à une petite et moyenne bourgeoisie liée au développement de l'État (hauts fonctionnaires, en particulier). La mondialisation actuelle, cassant les traditions sociales, et accélérant l'enrichissement de la population au-delà de tout ce que l'Inde avait auparavant connu, est un élément fort de l'évolution actuelle de la bourgeoisie indienne.

## Sociologie et politique

### La bourgeoisie dans le marxisme

#### La bourgeoisie pour Karl Marx (XIXesiècle)

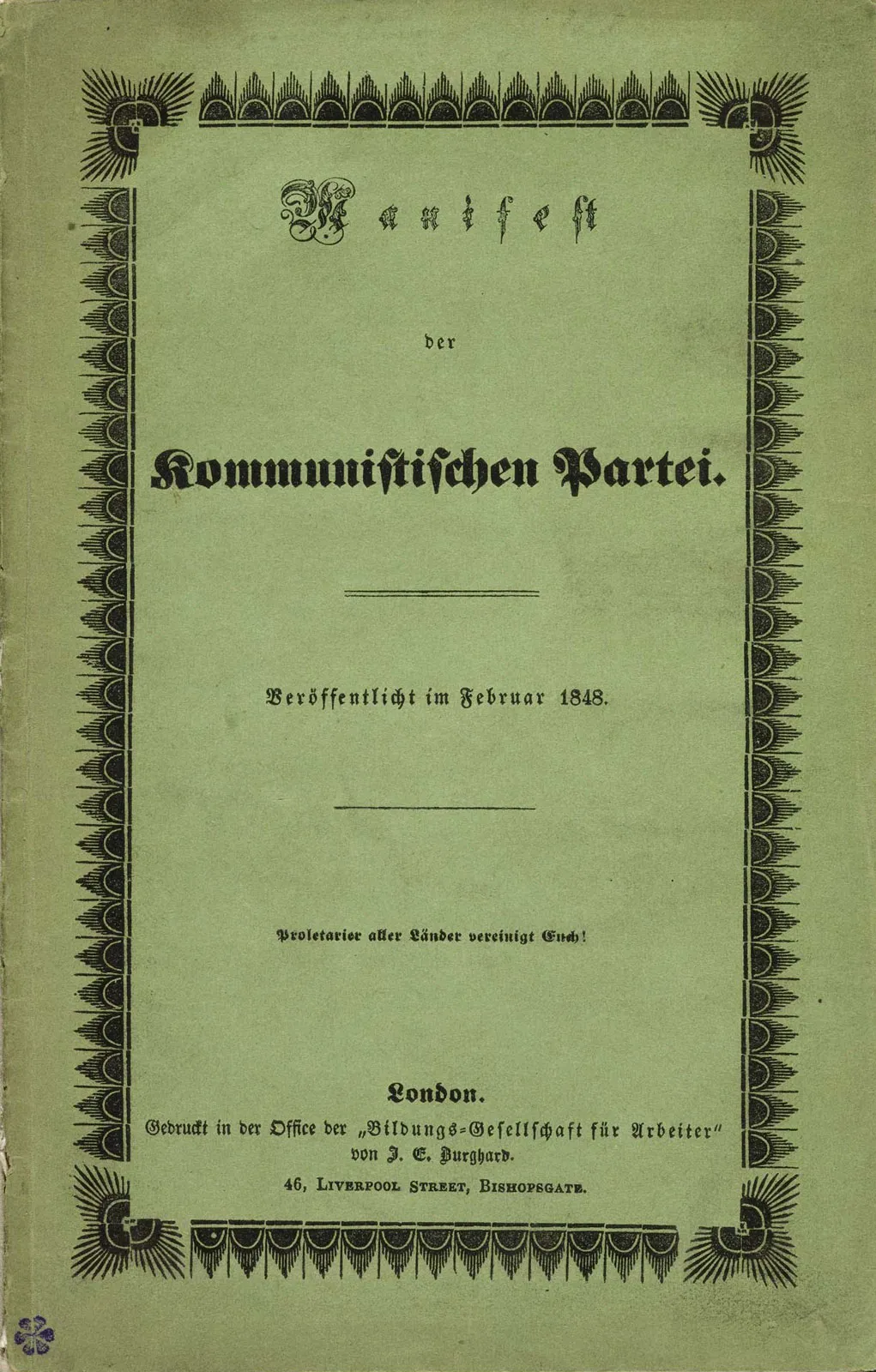
Couverture de la première édition du Manifeste du parti communiste.

Karl Marx caractérise le bourgeois du Moyen Âge comme étant généralement un homme d'affaires indépendant - comme un marchand, un banquier ou un entrepreneur - dont le rôle économique dans la société est d'être l'intermédiaire financier du propriétaire féodal et du paysan qui travaille le fief, la terre du seigneur. Pourtant, au XVIIIe siècle, à l'époque de la révolution industrielle (1750-1850) et du capitalisme industriel, la bourgeoisie devient progressivement la classe dominante sur l'économie, celle qui possède les moyens de production (capital et terre) et contrôle les moyens de coercition de l'État (forces armées, justice, police et système pénitentiaire).
Dans une telle société, la propriété de la bourgeoisie sur les moyens de production lui permet d'employer et d'exploiter la classe ouvrière salariée (urbaine et rurale), des personnes dont le seul moyen économique est le travail ; et le contrôle bourgeois des moyens de coercition supprime les contestations sociopolitiques des classes inférieures, et préserve ainsi le statu quo économique ; les travailleurs restent des travailleurs et les employeurs restent des employeurs.
Au XIXe siècle, Marx distingue deux types de capitalistes bourgeois :
- les capitalistes fonctionnels, qui sont les administrateurs commerciaux des moyens de production ;
- les capitalistes rentiers dont les moyens de subsistance proviennent soit de la location de biens, soit des revenus d'intérêts produits par le capital financier, soit des deux[36].

Au cours des relations économiques, la classe ouvrière et la bourgeoisie s'engagent continuellement dans la lutte des classes, où les capitalistes exploitent les travailleurs, tandis que les travailleurs résistent à leur exploitation économique, qui se produit parce que le travailleur ne possède aucun moyen de production et, pour gagner un revenu suffisant à sa subsistance, cherche un emploi auprès du capitaliste bourgeois ; le travailleur produit des biens et des services qui sont la propriété de l'employeur, qui les revend moyennant un certain prix plus élevé que celui auquel il paie le travailleur ; ce qui lui permet de s'enrichir par la plus-value, et donc, par un système parasitaire sur les productions du travailleur.
En plus de décrire la classe sociale qui possède les moyens de production, l'utilisation marxiste du terme « bourgeois » décrit également le style de vie consumériste dérivé de la propriété du capital et des biens immobiliers. Marx reconnaît l'assiduité bourgeoise qui créait la richesse, mais critique l'hypocrisie morale de la bourgeoisie lorsqu'elle ignore les prétendues origines de sa richesse : l'exploitation du prolétariat, des travailleurs urbains et ruraux.
Ainsi, la théorie marxiste considère la bourgeoisie comme la classe sociale s'opposant le plus fondamentalement au prolétariat, dans la mesure où les ouvriers attendent que leurs salaires soient les plus élevés possibles alors que les propriétaires entendent augmenter leurs profits en employant la main-d'œuvre au coût le plus bas possible. De cette différence de fait naît le concept marxiste de lutte des classes, le but de toute révolution étant d'abolir les disparités et de réduire notamment les inégalités de revenus.

#### Marx et l'idéologie de la bourgeoisie
En 1848, dans leur Manifeste du Parti communiste, Karl Marx et Friedrich Engels définissent la bourgeoisie dans l'histoire comme la classe révolutionnaire par excellence, une classe dominante qui a ses propres valeurs et qui les a imposées au monde pour évincer du pouvoir les autres classes : 

« La bourgeoisie a joué dans l'histoire un rôle éminemment révolutionnaire. Partout où elle a conquis le pouvoir, elle a détruit les relations féodales, patriarcales et idylliques. Tous les liens variés qui unissent l'homme féodal à ses supérieurs naturels, elle les a brisés sans pitié pour ne laisser subsister d'autre lien, entre l'homme et l'homme, que le froid intérêt, les dures exigences du « paiement au comptant ». Elle a noyé les frissons sacrés de l'extase religieuse, de l'enthousiasme chevaleresque, de la sentimentalité petite-bourgeoise dans les eaux glacées du calcul égoïste. En un mot, à l'exploitation que masquaient les illusions religieuses et politiques, elle a substitué une exploitation ouverte, éhontée, directe, brutale. La bourgeoisie a dépouillé de leur auréole toutes les activités considérées jusqu'alors, avec un saint respect, comme vénérables. Le médecin, le juriste, le prêtre, le poète, l'homme de science, elle en a fait des salariés à ses gages. La bourgeoisie a déchiré le voile de sentimentalité touchante qui recouvrait les rapports familiaux et les a réduits à de simples rapports d'argent. C'est elle qui, la première, a fait la preuve de ce dont est capable l'activité humaine : elle a créé de tout autres merveilles que les pyramides d'Égypte, les aqueducs romains, les cathédrales gothiques ; elle a mené à bien de tout autres expéditions que les invasions et les croisades.
La bourgeoisie ne peut exister sans révolutionner constamment les instruments de production et donc les rapports de production, c'est-à-dire l'ensemble des rapports sociaux.
Tous les rapports sociaux stables et figés, avec leur cortège de conceptions et d'idées traditionnelles et vénérables, se dissolvent ; les rapports nouvellement établis vieillissent avant d'avoir pu s'ossifier. Tout élément de hiérarchie sociale et de stabilité d'une caste s'en va en fumée, tout ce qui était sacré est profané, et les hommes sont enfin forcés d'envisager leur situation sociale. Leurs relations mutuelles d'un regard lucide. »

Pour Marx, les révolutions anglaises et françaises ne sont que des révolutions bourgeoises, faites par la bourgeoisie pour se porter au pouvoir.[réf. nécessaire]

#### La bourgeoisie pour Friedrich Engels (XIXesiècle)
Friedrich Engels définit ainsi la bourgeoisie du point de vue économique : 

« Par bourgeoisie, on entend la classe des capitalistes modernes, qui possèdent les moyens de la production sociale et emploient du travail salarié ; par prolétariat, la classe des travailleurs salariés modernes qui, ne possédant pas en propre leurs moyens de production, sont réduits à vendre leur force de travail pour vivre. »

#### La bourgeoisie selon Jacques Ellul (XXesiècle)

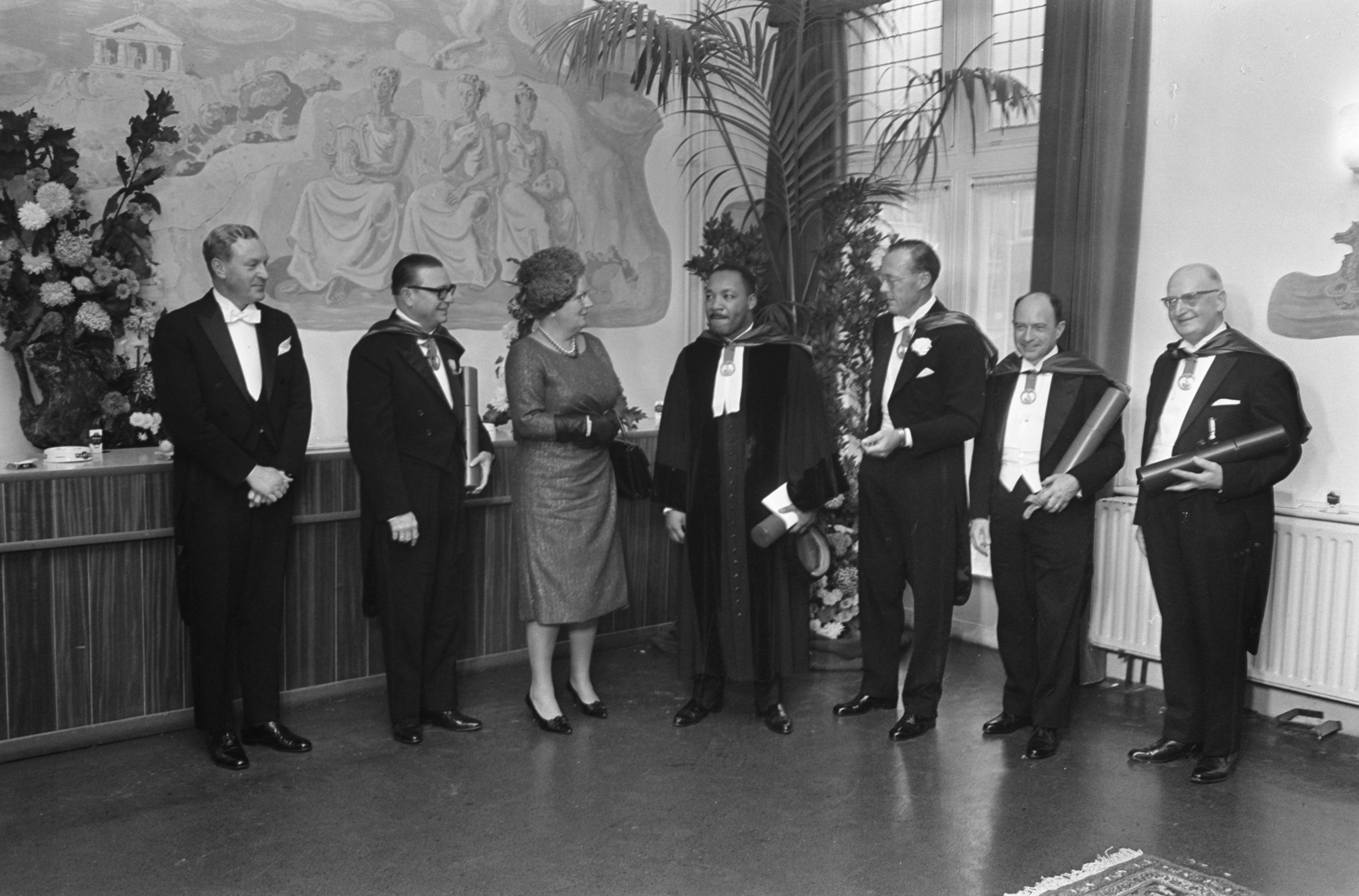
Ellul (deuxième à droite sur la photo) reçoit son doctorat honoris causa de l'université libre d'Amsterdam le 20 octobre 1965, en même temps que Martin Luther King (au centre).

En 1967, dans son ouvrage Métamorphose du Bourgeois, Jacques Ellul souscrit aux théories de Marx qui soutiennent que la bourgeoisie constitue une classe sociale dominante. Mais il considère que la bourgeoisie du XXe siècle diffère fondamentalement de celle du XIXe siècle : elle s'est « métamorphosée », elle n'est plus mondaine et repliée sur elle-même car, de par sa capacité à assimiler toutes sortes de valeurs, y compris celles qui lui sont hostiles, non seulement les milieux populaires ne la contestent plus mais ils se sont eux-mêmes « embourgeoisés ». Si l'on peut encore parler de classes sociales, affirme Ellul, le concept de « lutte des classes » est révolu du fait que « l’élévation du pouvoir d’achat » et « la recherche du confort matériel maximal » constituent des objectifs qui non seulement sont communs à toutes les classes mais désamorcent définitivement toute velléité de conflit. Mais ce n'est pas là l'originalité première de l'analyse ellulienne. Ellul considère en effet que « le Bourgeois » est devenu gestionnaire et que « le Technicien » est devenu en quelque sorte son héritier.

« Le Technicien a recueilli les caractères essentiels de tout ce que le bourgeois a créé (…). Mais, à la différence du bourgeois, il peut être tout d’une pièce, il n’est plus divisé. Il n’est plus un être trouble. Il n’est plus enraciné dans aucun passé. Il n’est plus tiré en arrière. Il n’est jamais réactionnaire. (…) Il a intégré dans le Tout de sa vie la valeur du progrès. Et, sans en savoir rien, il est libéré de tout scrupule, de tout déchirement par les bulldozers de l’époque bourgeoise, tels Marx ou Freud. Il peut enfin être lui-même, tout simplement, ce que le bourgeois n’a jamais pu tout à fait accomplir. Il n’éprouve plus aucune des contradictions de la conscience bourgeoise, il sait maintenant clairement ce qu’il a à faire, il ne se laisse encombrer ni par des sentiments ni par des jugements moraux. »

#### Critiques et nuances de la vision marxiste

##### Idéologies défendues par la bourgeoisie
L'historiographie influencée par le marxisme ou par les mouvements aristocratiques contre-révolutionnaires considère la bourgeoisie comme à l'origine de l'individualisme libéral, de la valeur travail, du capitalisme, mais aussi à l'origine de la libre conscience, de la démocratie libérale et des régimes d'opinion ou des révolutions française et américaine[réf. nécessaire]. Mais l'historiographie récente montre plutôt l'extrême diversité de sa classification et de son idéologie.

## Typologie

### Classification de la bourgeoisie chez les Français
En France, il existe traditionnellement diverses strates au sein de la bourgeoisie.

#### Classification par niveau

##### Petite bourgeoisie
Bourgeoisie d'une ou deux générations s'étant formée par une brève ascension sociale. Elle débute généralement par le commerce de détails ou l'artisanat, puis au fil de la deuxième puis troisième génération, elle peut s’élever socialement à un niveau de moyenne bourgeoisie. Cette classe tend à se confondre avec la classe moyenne de la société et se distingue surtout par sa mentalité[pas clair].
La petite bourgeoisie (artisans, petits commerçants, boutiquiers, petits agriculteurs propriétaires, etc.) se distingue du prolétariat par la petite propriété et surtout par la mentalité[réf. nécessaire].

##### Moyenne bourgeoisie
Elle dispose de patrimoines ou de revenus solides mais n'a pas l'aura de la grande bourgeoisie. Elle serait selon certains une bourgeoisie de la troisième génération. Elle possède parfois quelques alliances avec d’autres familles issues du même milieu et parfois même anciennes. Elle se distingue surtout par ses métiers : avocat, médecin, architecte, etc., avec des revenus inférieurs à ceux de la grande bourgeoisie. Les membres de la moyenne bourgeoisie sont généralement des cadres supérieurs[réf. nécessaire].

##### Grande ou haute bourgeoisie
À la fin de l'Ancien Régime, certaines de ces familles auraient pu prétendre accéder à la noblesse si elles avaient su continuer à progresser socialement ou si les circonstances politiques le leur avaient permis. Après la guerre de 1914-1918 la sociologie de ces familles change avec la naissance de la société capitaliste moderne. Durant la première moitié du XXe siècle, la haute bourgeoisie est alors symbolisée par les « deux cents familles ». Cette classe sociale est très souvent endogame[réf. nécessaire], et fréquente les rallyes, organisations mondaines où l'on se coopte.
Son patrimoine culturel, historique et financier reste aujourd'hui important. Dans la société française actuelle, Michel Pinçon et Monique Pinçon-Charlot, dans un ouvrage intitulé Les Ghettos du gotha, ont étudié la permanence et les mutations de cette classe et en particulier sa manière de se protéger des classes jugées inférieures et de ce que l'on appelle les « nouveaux riches ».

##### Ancienne bourgeoisie
René Rémond définit l'ancienne bourgeoisie comme étant :

« Un groupe intermédiaire entre la noblesse d'origine et ce qu'on appellerait les classes moyennes, qui est constitué au XVe siècle ou au XVIe siècle. (…) Ces familles sont presque toutes des dynasties provinciales dont l'ascension s'est tout entière accomplie dans leur région d'origine à laquelle elles sont généralement restées fidèles : aujourd'hui encore leurs descendants y sont présents. (…) Ces familles plongent leurs racines dans l'Ancien Régime. (…) Elles ont su assurer sur quatre ou cinq cents ans la transmission de leur héritage matériel comme de leur patrimoine de conviction et de valeur. »

— René Rémond
Pour Xavier de Montclos, ces familles ont accédé à la bourgeoisie sous l'Ancien Régime, elles appartenaient à la notabilité des villes et des bourgs.
Elles acquièrent des offices administratifs et judiciaires ou des charges importantes, puis se distinguent par une réussite toute particulière dans le négoce et l'industrie. Certaines de ces familles ont été anoblies.

##### Haute société protestante
Le terme de « Haute société protestante » (HSP) désigne une puissante minorité protestante, descendante des huguenots. Volontiers discrète, elle dispose néanmoins d'un solide pouvoir financier (banques et institutions financières) et bénéficie d'une influence politique et sociale non négligeable dans la société française.
Cette classification toute descriptive et statique s'appuie sur l'idée que la bourgeoisie est d'abord et avant tout héréditaire, et que l'on en grimpe les échelons par l'accumulation quasi-mécanique du patrimoine au fil des générations. Elle ne rend donc pas compte de l'émergence soudaine, et fréquente, de réussites individuelles qui placent d'emblée la personne concernée dans la « haute bourgeoisie ». Or la mobilité sociale d'une génération à l'autre est certainement une des caractéristiques fondamentales de la bourgeoisie par rapport à la noblesse, aux États-Unis, bien sûr, mais aussi en France, en Europe, au Japon, ou même dans l'Inde ou la Chine d'aujourd'hui.